# Lene Schøsler
Lene Schøsler (født 9. august 1946 i Odense) er en dansk sprogforsker og professor emerita. Hendes fokus har været på romansk filologi og sprogforandring med fokus på fransk.

## Karriere
Lene Schøsler blev student i 1965 og cand.phil. i fransk ved Odense Universitet i 1972. Hun fik i 1971 Odense Universitets guldmedalje. Hun var derefter ansat ved Odense Universtet fra 1972 og blev dr.phil. i 1984. I 1997 blev hun i stedet professor ved Københavns Universitet, hvor hun fungerede som institutleder i 1999-2002 og viceinstitutleder 2007-2009. Hun stoppede som professor i 2011, men var underviser og censor indtil 2019.

## Hæder
Lene Schøsler er optaget i Kraks Blå Bog samt Videnskabernes Selskab.
Hun er ridder af Frankrigs Nationale Fortjenstorden samt Ordre des Palmes académiques. Hun er derudover med i Det Danske Sprog- og Litteraturselskab og har modtaget Einar Hansens Forskningsfonds pris i 2001.